# Joop Klein Wentink
Johannes Adrianus Petrus (Joop) Klein Wentink (Breda, 14 december 1891 – aldaar, 19 september 1961) was een Nederlands sporter, sportinstructeur en militair. Hij werd vooral bekend als voetbaltrainer en won met PSV in 1929 de eerste landstitel.
Klein Wentink was sportinstructeur (opperwachtmeester-instructeur) bij de veldartillerie in Breda en had zijn vaardigheidsdiploma behaald bij het NOC. In 1938 werd zijn functie opgeheven en nadat hij een cursus voor magazijnbeheerder der artillerie voltooid had, werd hij adj.-onderofficer bij het officierskledingmagazijn. Deze functie vervulde hij tot in de jaren 1950.
Klein Wentink deed aan atletiek, paardrijden (springruiter), schermen en voetbal. Als voetballer maakte hij in 1913 de overstap van Zeelandia naar de Bredase onderofficiersvereniging 't Zesde. Bij 't Zesde deed hij tevens aan atletiek. In 1914 werden de activiteiten van 't Zesde gestaakt vanwege de mobilisatie voor de Eerste Wereldoorlog. Klein Wentink speelde hierna in de eerste klasse voor NAC. In 1918 keerde hij terug bij 't Zesde waar hij tot 1923 zou spelen en aanvoerder werd. In 1924 was hij actief bij Krachtsportvereeniging Swoboda.
Hij was als trainer vooral actief in atletiek en voetbal. In 1921 trainde hij reeds atletiek bij het Tilburgse NOAD. Als voetbaltrainer wist Klein Wentink in 1928 met NOAD te promoveren naar de eerste klasse. Met PSV won hij in het seizoen 1928/29 de zuidelijke titel en de eerste landstitel van de club. Hij was, met onderbrekingen, lang trainer van LONGA. Klein Wentink was ook voor korte periodes of deeltijd trainer van VV Dongen, WSC, Hero (Breda), VV Middelburg, Baronie. en wederom NOAD.  In 1933 werd hij door de Nederlandse Voetbalbond als beroepstrainer aangemerkt waardoor hij in aanmerking kwam voor vergoedingen voor zijn diensten.